# François Coty
Pour les articles homonymes, voir Coty.
François Coty, né Joseph Marie François Spoturno le 3 mai 1874 à Ajaccio (Corse) et mort le 25 juillet 1934 à Louveciennes (Seine-et-Oise), est un parfumeur et industriel français, fondateur de l'entreprise de parfums Coty, aujourd'hui multinationale. Il est considéré comme le père fondateur de l'industrie moderne de la parfumerie.
À la veille de la Première Guerre mondiale, sa réussite financière fait de lui l'un des hommes les plus riches de France, ce qui lui permet d'agir en mécène, de collectionner demeures historiques et œuvres d'art et d'aspirer à une carrière politique.
Après-guerre, il devient propriétaire de plusieurs journaux de droite. Parmi ceux-ci figurent Le Figaro, Le Gaulois et L'Ami du peuple, organe considéré par les historiens comme nationaliste, xénophobe, antisémite et anticommuniste.
Redoutant l'extension du communisme, il subventionne divers mouvements de droite et d'extrême droite parmi lesquels l'Action française, dont il s’éloigne en 1928. En 1933, face à une classe politique qu’il estime incapable, il publie un projet de réforme de l'État et fonde son propre mouvement Solidarité française, qui se radicalise après sa mort.
Conséquence de son divorce, du coût de son empire de presse et des retentissements de la crise économique de 1929, sa fortune est grandement amoindrie à sa mort.

## Biographie

### Jeunesse
Né à Ajaccio en 1874, dans une famille de notables corses originaire de Ligurie et implantée sur l’île depuis le XVIe siècle,, François Coty est élevé par sa grand-mère Anne Marie Belon (ou Beloni), sa mère, Marie, étant morte alors qu'il était encore enfant et son père, Jean-Baptiste, ayant été porté disparu après insoumission militaire.
Il n'a pas de lien de parenté avec le président français René Coty.
Âgé de onze ans, il quitte son île natale à l'automne 1885 avec sa grand-mère, seulement muni d'un certificat d'études primaires, il s'installe à Marseille, où il est probablement vendeur en « sachets de corsage odoriférants »,. Après avoir effectué son service militaire (1896-1898), il arrive en 1898 à Paris, où il devient attaché parlementaire non rémunéré d'Emmanuel Arène, député républicain de la Corse, puis sénateur. Il est alors introduit dans les milieux influents parisiens,. Selon Ghislaine Sicard-Picchiottino, c'est à cette époque qu’il rencontre le docteur Jacqueminot, propriétaire d'une pharmacie avenue de La Motte-Picquet, dans laquelle travaille un jeune pharmacien, Raymond Goëry ; l'affaire est prospère et un employé supplémentaire est parfois nécessaire. François Coty y aide de temps en temps à préparer divers produits vendus en pharmacie ; « il compose notamment, comme c'était l'usage à l'époque, des alcoolats et  des eaux de Cologne ». C'est ainsi qu'il prend conscience de son don inné pour « l'harmonie olfactive ». Le pharmacien, constatant son talent, lui conseille de perfectionner ses dispositions naturelles ; ce qu’il ne fera que quelques années plus tard.
Le 12 juin 1900, alors que Paris accueille l'Exposition universelle qui célèbre, entre autres, la mode et la parfumerie françaises
, il épouse à la mairie du 6e arrondissement de Paris Yvonne Alexandrine Le Baron (1880-1966) et s'installe définitivement dans la capitale.

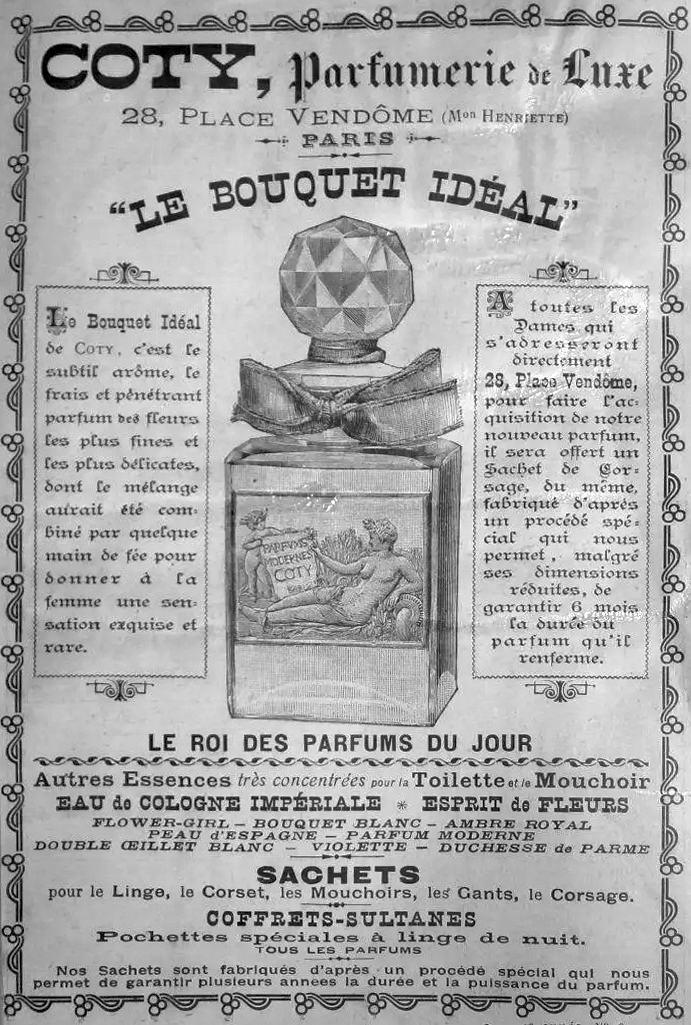
Publicité, 1902.

Il lance grâce à un prêt de sa grand-mère une première entreprise de parfumerie qui se révèle au bout d'un an être un échec. Il passe une partie de l'année 1903 à l'école de parfumerie créée par la maison Chiris à Grasse,, où, auprès de Georges Chiris (1872-1953), fils de Léon Chiris, il s’initie aux matières premières naturelles et aux produits de synthèse, ainsi qu'aux opérations de distillation et d'extraction.
Revenu à Paris, il vend  aux barbiers de la capitale des essences qu'il fait venir de Grasse. Puis il installe un premier laboratoire artisanal dans son petit appartement du boulevard Raspail. Pour la présentation de ses créations, son épouse Yvonne agrémente les flacons de rubans et de satin, ayant été modiste, comme sa mère Virginie, aux Grands Magasins du Louvre,.
En 1904, il utilise deux des produits de synthèse qu'il a étudiés à Grasse, le rhodinal et l'ionone, pour créer son premier succès de parfumerie, La Rose Jacqueminot. Selon une anecdote dont la véracité n'est pas établie, l'odeur d'un flacon brisé dans un grand magasin, peut-être par Coty lui-même, par accident ou délibérément, attire la clientèle et lui vaut une commande de 12 flacons,. C'est à cette époque qu'Emmanuel Arène lui conseille d'utiliser le nom de sa mère, Coti, adapté en Coty, pour la commercialisation de ses  parfums.

### Industriel de la parfumerie

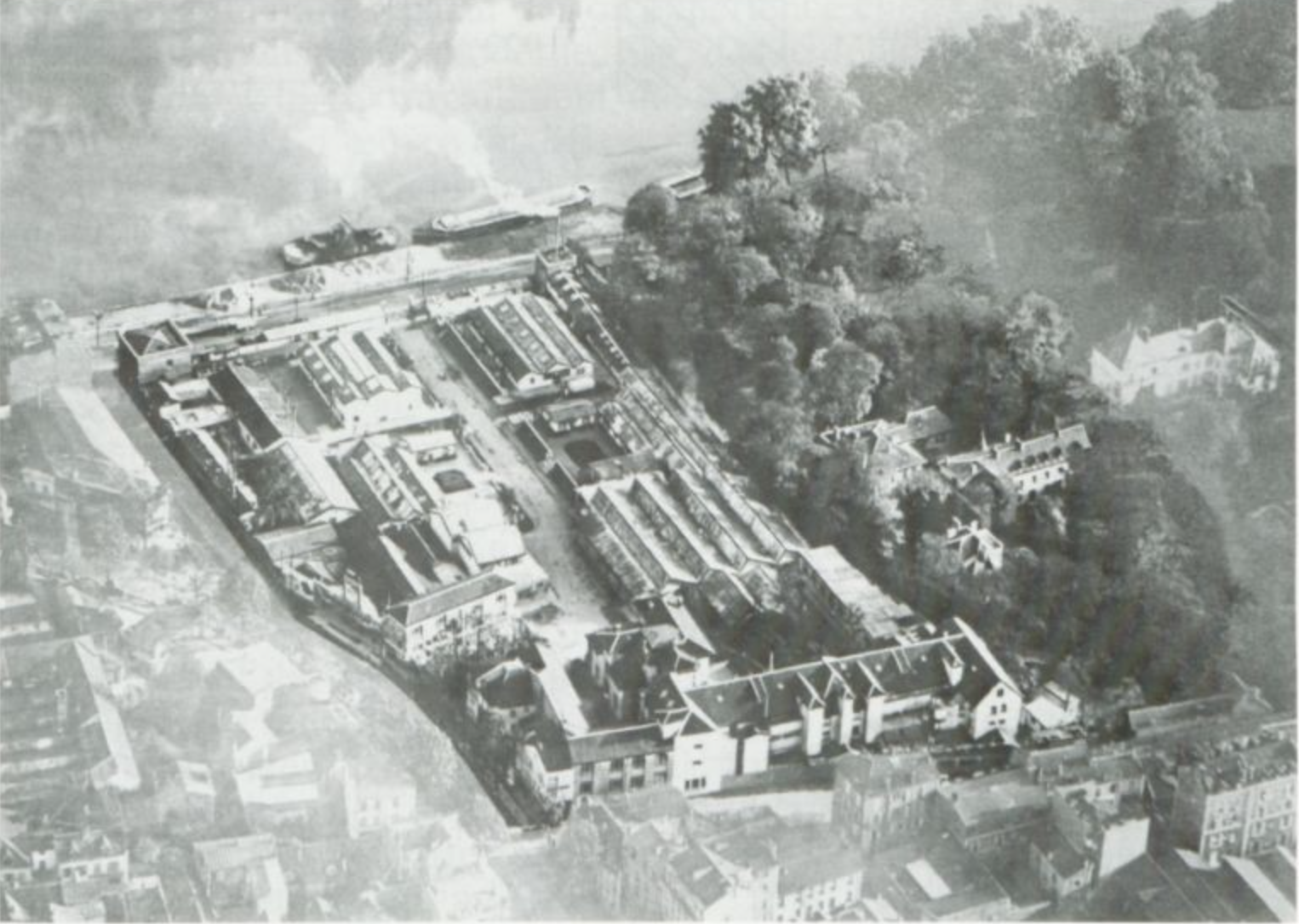
Vue aérienne de l'usine Coty à Suresnes, circa 1930.

Élisabeth de Feydeau souligne qu'il transforme les processus habituels de création du parfum, organise son industrialisation à une plus grande échelle et en étend la clientèle à la bourgeoisie. C'est surtout la détermination de Coty à élargir le marché du parfum qui le distingue. Il considérait toujours le parfum comme un luxe, mais il voulait le vendre à une clientèle plus large, et même aux milieux plus modestes, tout en recherchant une « puissance et [une] clarté qui faisait défaut aux parfums existants » et en créant « les familles olfactives modernes principalement les familles florale, ambrée et chyprée ». Il est à ce titre considéré comme le « père fondateur de l'industrie moderne de la parfumerie ».
François Coty associe les essences naturelles à des produits de synthèse,, que les progrès de la chimie organique permettent depuis le XIXe siècle de produire à bon marché,, en se fournissant auprès de sociétés comme Firmenich ou De Laire.
En 1904, il crée sa société, puis à partir de 1909, sur les bords de la Seine, à Suresnes, sur une partie des terrains du château de la Source, il crée son usine, la « Cité des parfums »,. Elle sera suivie de nombreuses autres installations industrielles : dans l'île de Puteaux pour les conditionnements métalliques, à Neuilly-sur-Seine pour les boîtes de cuir et de carton, à Pantin et aux Lilas pour les flacons. À l'instigation de sa belle-mère, Virginie Le Baron (née Dubois), il met en place une intégration verticale de la production. Coty gère le personnel de ses usines de manière paternaliste,, mettant en œuvre ce que notent Patrice de Sarran, Jean-Marie Maroille de la Société historique de Suresnes et que Ghislaine Sicard-Picchiottino estime être « une véritable politique d’assurance sociale, avec caisse de retraite, [...], horaires aménagés pour les jeunes mères ».

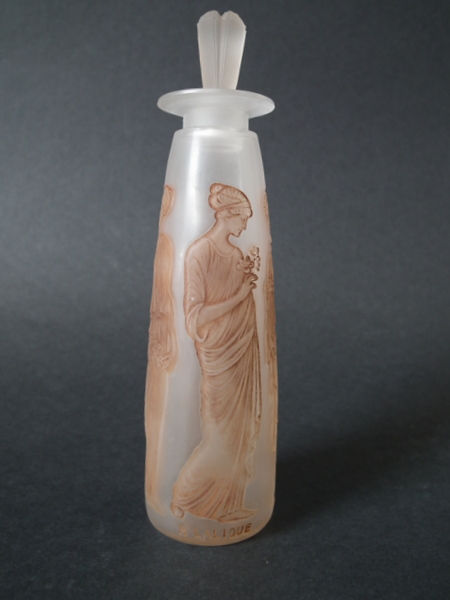
Flacon Lalique Ambre Antique pour Coty (circa 1910).

Tout en n'étant pas le premier parfumeur à s’intéresser à la qualité esthétique du flaconnage, « c’est bien François Coty qui le premier expose des flacons comme s'il s’agissait de joyaux lors de l'exposition universelle de Bruxelles de 1910 », rappelle Rosine L’Heureux,, François Coty comprend l’importance pour les ventes, du conditionnement, de l'emballage, de la présentation. On lui attribue l'affirmation qu'un « parfum se regarde autant qu'il se sent, il est objet avant d'être senteur ». Il fait appel à l'artiste verrier René Lalique, qui crée pour lui le flacon de L’Effleurt, puis celui d’Ambre Antique, mais aussi à Baccarat et au décorateur Léon Bakst ou au peintre Jean Helleu pour les emballages ou affiches publicitaires. Les étiquettes en papier gaufré doré à chaud sont imprimées par la maison Draeger. Il résume ainsi sa philosophie commerciale : 

« Donnez à une femme le meilleur produit que vous puissiez préparer, présentez-le dans un flacon parfait d’une belle simplicité, mais d’un goût impeccable, faites le payer un prix raisonnable, et ce sera la naissance d’un grand commerce tel que le monde n’en a jamais vu. »

 Cette attention au conditionnement, plus coûteux que le contenu du flacon, deviendra, selon l’historien des entreprises Geoffrey Jones (en), une caractéristique fondamentale de l'industrie de la parfumerie.
Il remporte de grands succès commerciaux avec La Rose Jacqueminot (1904), un soliflore associant un absolu de rose de mai à deux composants de synthèse, suivi de L'Origan (1905), le premier parfum contenant de l'ionone, vendu dans un flacon conçu par Baccarat avec une étiquette dessinée par Lalique,. Viennent ensuite Ambre Antique (1905) ; Annick Le Guérer souligne que ces parfums sont « contemporains du « fauvisme », mouvement qui se constitue autour de Vlaminck, Derain, Matisse et privilégie l’éclat, la violence de la couleur, ces parfums ont toute l’audace et la force de ce courant pictural. Ils reflètent aussi le côté impulsif d’un homme au caractère complexe, étonnant mélange de timidité et de dureté, de générosité et d’exigences parfois despotiques ». ils sont suivis par Le Muguet (1910), Lilas blanc (1910), Iris  (1913), (soliflore), et surtout Chypre, lancé en 1917,,, qu’Edmond Roudnitska décrit comme un « chef d’œuvre d’harmonie, de délicatesse et de goût », qui donne naissance à une nouvelle famille olfactive, et dont le succès durera des décennies. Son souhait est que « chaque femme ait sa propre fragrance subtile, celle qui convient à son style et qui exprime réellement sa personnalité ».
Parallèlement, Coty s'emploie à modifier les habitudes de consommation du parfum, qui était appliqué au XIXe siècle sur les vêtements ou sur un mouchoir, et dont il recommande l'usage directement sur la peau, une pratique jusqu'alors réservée aux femmes considérées de rang inférieur. Ces innovations sont désapprouvées par les grands parfumeurs parisiens, le Syndicat national de la Parfumerie française lui refusant l’admission en son sein. Selon Bertrand de Saint-Vincent, ce refus s'explique par le statut « d'outsider » autodidacte de Coty, en effet, en tant qu'étranger à l'industrie du parfum et au monde parisien, il a dû faire face à l'hostilité et au scepticisme.

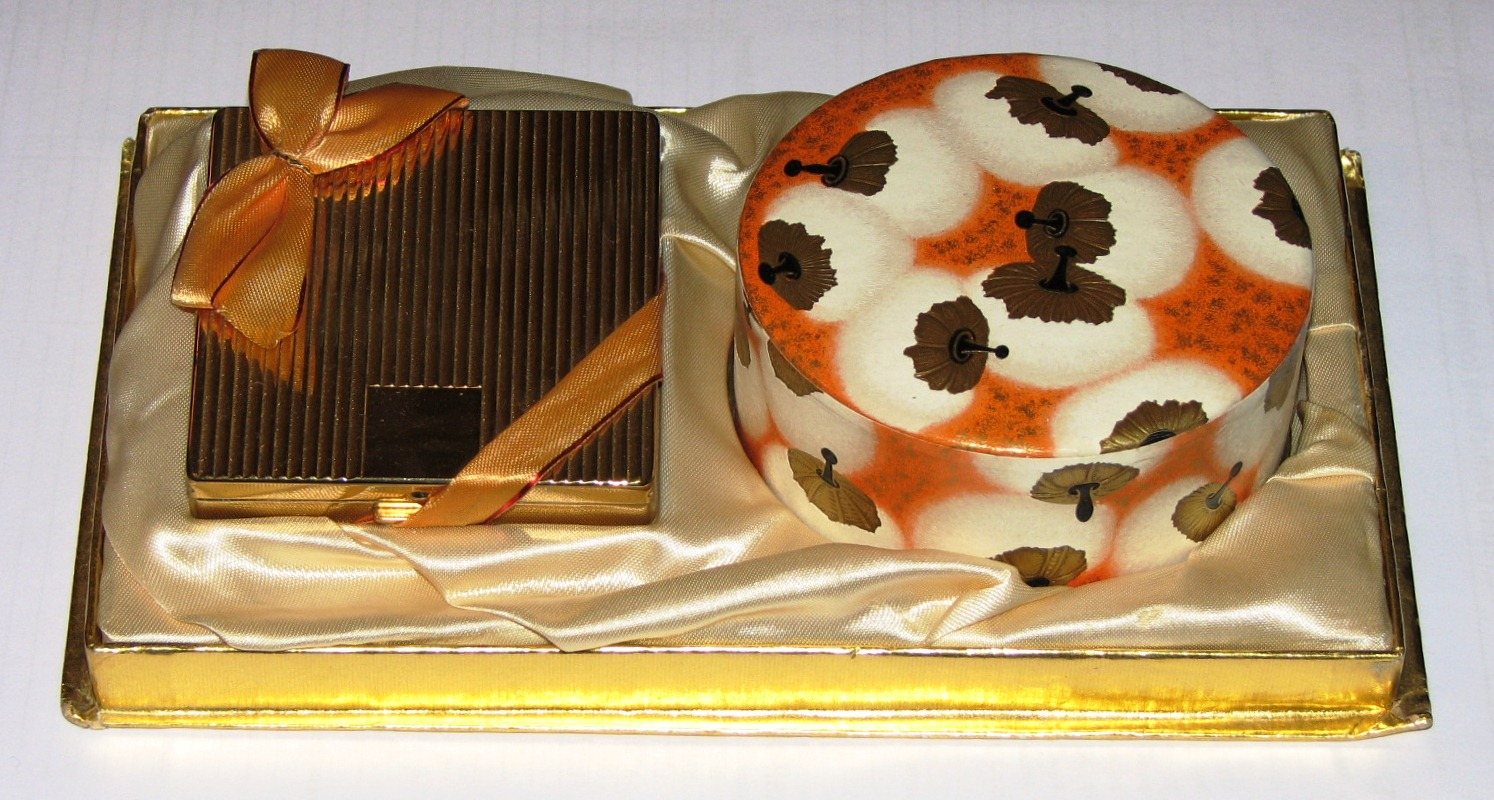
Poudrier et poudre Coty.

Il diversifie également sa gamme avec, outre des parfums, des crèmes, des savons, des sels de bain, des rouges à lèvres et même de la papeterie, devenant un précurseur d'une ligne de produits parfumés de la même marque. La poudre « L'Origan », dans sa célèbre boîte orange et blanc, se vend à 16 millions d'exemplaires par an en France avec 30 000 poudriers métalliques par jour rien qu’aux États-Unis.
Ce succès suscite des contrefaçons,,.

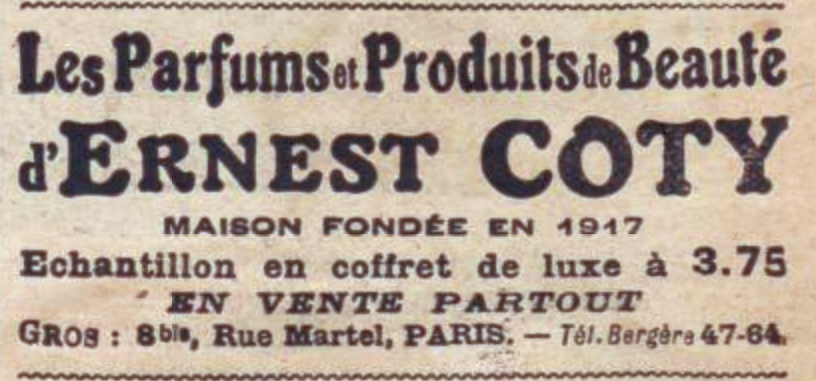
Publicité pour une contrefaçon, 1920.

Selon l'usage de la profession à l'époque, François Coty vend ses produits dans ses propres magasins, ouverts en 1905 rue La Boétie et au 23 place Vendôme à Paris. Il innove également en distribuant, de manière atypique dans l'industrie française de l'époque, des produits à d'autres détaillants, cherchant à construire un marché national, et plus tard international, vendant y compris aux grands magasins, employant à cette fin 7 vendeurs professionnels en 1907, comme les Britanniques et les Américains le faisaient déjà.

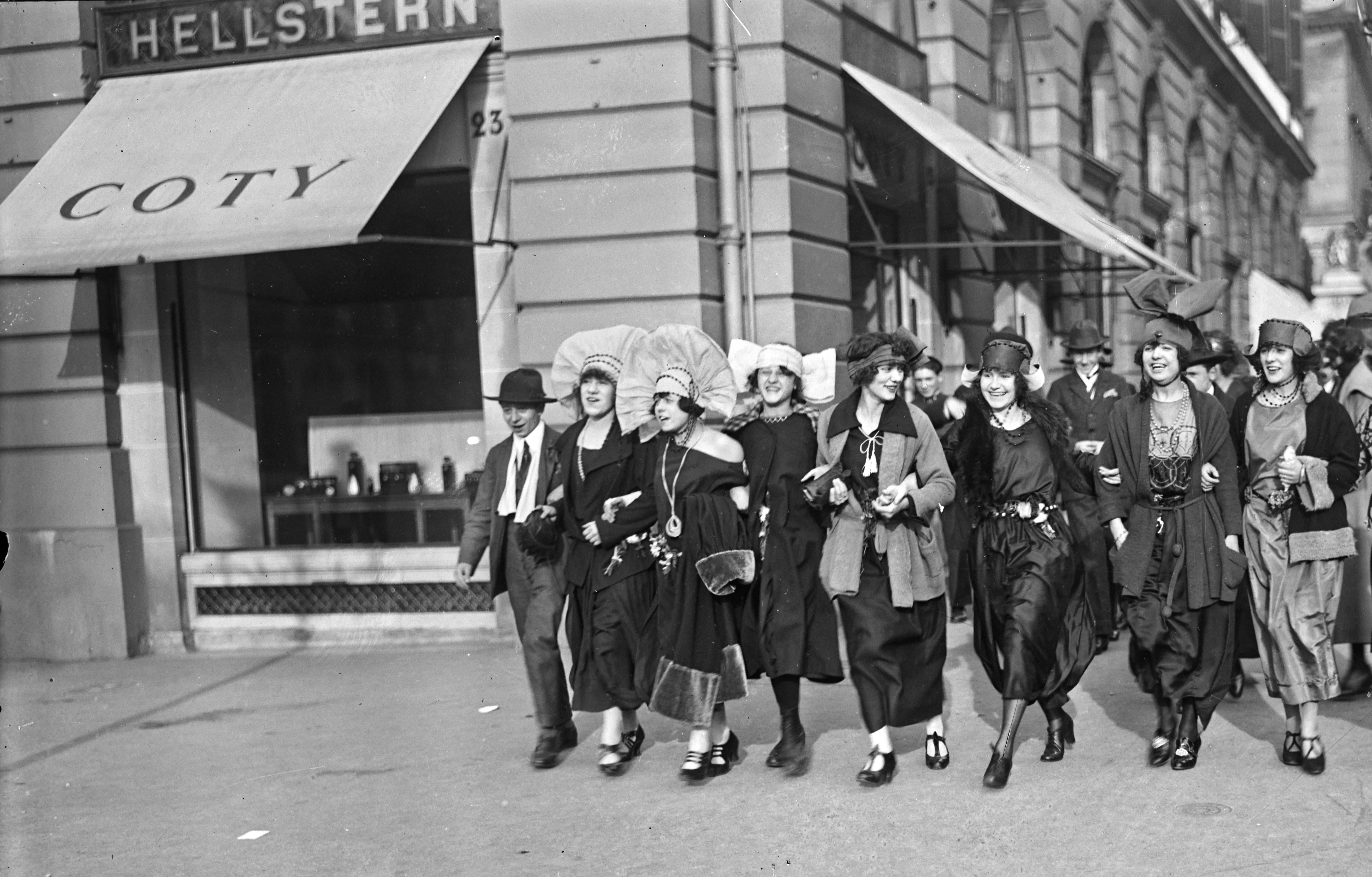
Catherinettes devant la boutique du 23, place Vendôme en 1922.

Le succès est « foudroyant », François Coty a désormais des dépositaires en province, participe aux expositions internationales ; Bruxelles en 1910, Kiev en 1913, il prend position à l’exportation et fait des affaires à l’étranger. À la veille de la Première Guerre mondiale, les parfums Coty sont no 1 dans le monde, avec des succursales à Moscou, New York , Londres et Buenos Aires, et François Coty est déjà très riche. En 1913, son agent exclusif aux États-Unis, depuis 1910, Benjamin Levy, l’assiste dans la création de la Coty Inc. dans le Delaware. En 1917, dans la tourmente de la révolution russe, ses magasins, usines, stocks, comptes et dépôts au Crédit Lyonnais de Moscou (soit près de 4 millions de francs de l’époque) sont confisqués par les bolcheviques,.
Durant la Première Guerre mondiale, il soutient l'association Les Jouets de France, créée en 1917 par son ami François Carnot (fils du Président Sadi Carnot). Dans les usines de l'Île de Puteaux, qu'il finance, des menuisiers forment des mutilés de guerre pour créer et assembler des jouets en bois pour les enfants. Selon Elizabeth Coty et Roulhac Toledano, il accueille également les blessés de guerre dans sa résidence de Longchamp (située non loin de son usine suresnoise) et au château d'Artigny.
En 1918, pour relancer les ventes, François Coty a l'idée de conditionner ses parfums en petits flacons, adaptés au marché des cadeaux de soldats revenus du front.
En 1923 la Coty (England) Ltd est créée avec une usine à Brentford, et François Coty est un industriel puissant qui en 1924 transforme son entreprise  française en SA dont le chiffre d’affaires va croitre et dégager des « profits fabuleux ».
En 1911, le couturier Paul Poiret avait créé sa société de parfums, les Parfums de Rosine, devenant ainsi le premier couturier-parfumeur, à associer une ligne de parfums à ses créations de couture, bien avant Chanel. Ses parfums étaient produits par la société des parfums Rallet à Cannes La Bocca. En 1913, François Coty, qu'il ne connaissait précédemment pas, lui fait, dans le cadre d'un entretien « bref et sans suite », une offre d'achat qu'il décline,. En 1926, François Coty rachète la société de parfums Rallet.

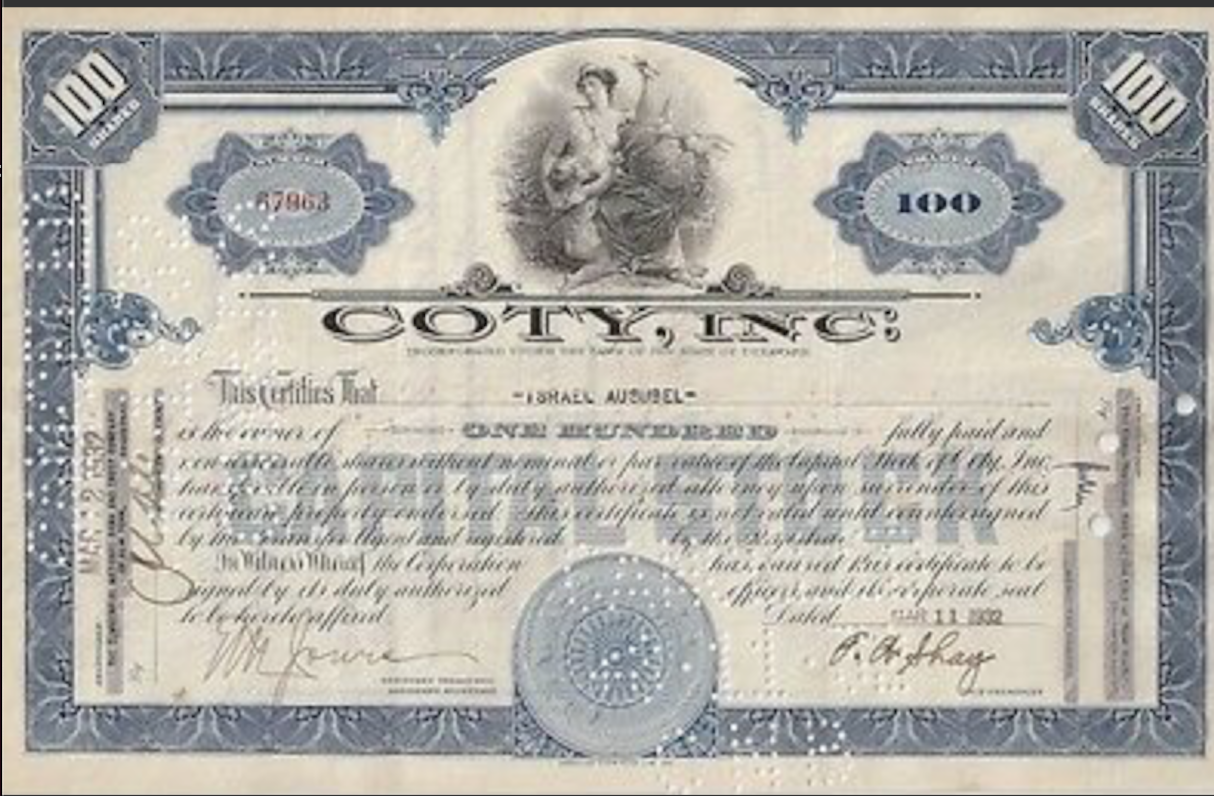
Coty. Inc, stock.

À partir de 1922, la société américaine Coty conditionne les parfums Coty aux États-Unis, avec des jus français et de l'alcool américain, afin d'éviter les droits de douane imposés aux États-Unis sur les parfums français. Ainsi, les parfums sont vendus au même prix qu'en France. Des points de vente sont ouverts dans plusieurs villes dont Chicago, San Francisco et Memphis. Le bénéfice de la société américaine passe de 1 à 4 millions de dollars de 1923 à 1928, les ventes atteignant 50 millions de dollars en 1929, ce qui fait de Coty le leader de la parfumerie (à l'exception des produits de toilette) sur le marché américain. Grâce à cette expansion rapide, la société américaine acquiert la majorité des sociétés Coty européennes, « créant ainsi une entreprise cosmétique géante dont le siège légal, se trouvant aux États-Unis, lui donne accès aux principaux marchés américains ».

En 1929, la société Coty est touchée par la crise économique, dont l'effet est aggravé par la réaction de la société, qui réduit fortement ses prix pour essayer de maintenir ses volumes de vente, ce qui entraîne une dépréciation de la marque en termes de prestige et de luxe, les ventes américaines atteignant néanmoins 3,5 millions de dollars en 1933,. François Coty, vilipendé dans la presse française, se retire alors de la gestion de la société, désormais confiée à Vincent Roubert. Selon Geoffrey Jones : 

« Le ralentissement des activités de Coty peut s'expliquer à plusieurs niveaux. Si la dévalorisation de la marque a été clairement excessive, l'entreprise dans son ensemble était trop tributaire de son fondateur, alors même que sa taille croissante exigeait une gestion plus poussée. Au cours des années 1920, François Coty était resté obsessivement attaché au contrôle de tous les aspects de son entreprise en expansion [...] peut-être à l'excès. La redomiciliation de la propriété à New York et l'énorme concentration sur le marché américain ont peut-être aussi été un pas de trop. »

### Milliardaire, mécène et collectionneur
En 1920, la fortune de François Coty se compte en centaines de millions de francs.

#### Mécène
Coty commandite les aviateurs Costes et Bellonte, Joseph Le Brix et René Mesmin,, il aide le sport et finance l’équipe de France de bobsleigh et les jeux olympiques de 1928.
Il finance et soutient également des artistes comme Foujita, ainsi que l'Académie de France à Rome. Après les Inondations de mars 1930 dans le bassin du Tarn, il fait construire et offre quatre fermes modèles aux agriculteurs méritants. « En novembre 1932 grâce à la générosité de M. François Coty », Édouard Branly est doté d’un admirable laboratoire.
Il subventionne de nombreux projets en Corse, mais selon Paul Silvani, « ce grand mécène s'y montre peu soucieux des arts », n'apportant pas un centime à Abel Gance en 1925 pour la réalisation de son Napoléon,,. Il donne des millions au Saint-Siège et à Pie XI pour sa lutte contre le communisme. En 1926, il fait une offre de 100 millions de francs, au gouvernement en tant que contribution volontaire à la réduction de la dette publique, mais sous des conditions précises de participation et de regard. Cette offre est qualifiée d’extravagante par Nicolas Delalande,. Claire Blandin note toutefois que  « de contestations juridiques en problèmes financiers, Coty ne verse rien de cette somme », mais offre cent mille dollars à l’Hôpital français de New York, .

#### Collectionneur
Dans les années 1920, François Coty compte parmi les plus importants propriétaires de France.
Le 30 juillet 1912, François Coty acquiert pour 600 000 francs le château d'Artigny à Montbazon, près de Tours, remanié au XIXe siècle. Il fait raser les bâtiments et construire, douze mètres plus loin, entre 1912 et 1929, par Emmanuel Pontremoli entre autres architectes, un grand château dans le style du XVIIIe siècle, inspiré du château de Champlâtreux.

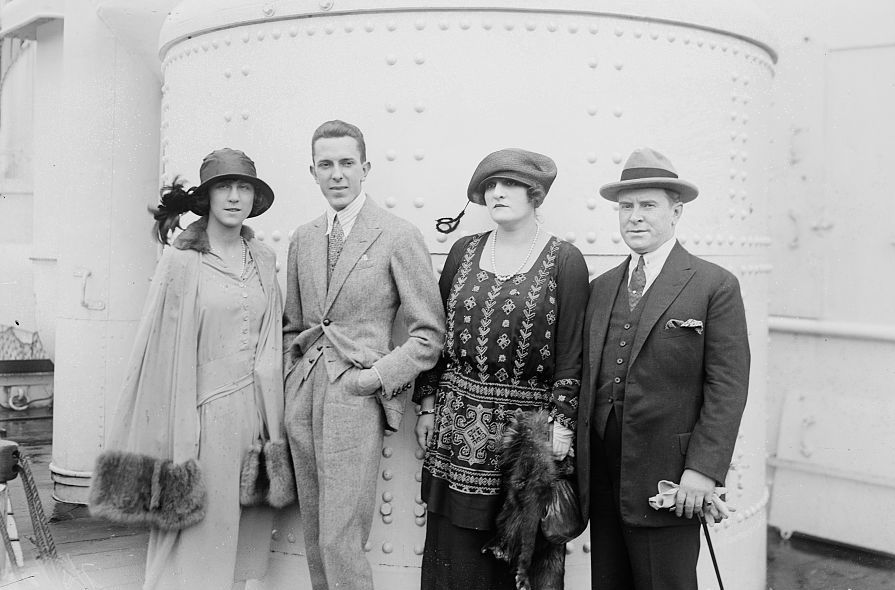
François Coty, son épouse, sa fille Christiane et son gendre Paul Dubonnet en 1918.

Il réside avec sa famille dans ce domaine de 1 300 hectares la moitié de l'année, « le maître » travaillant au premier étage, ce qui explique le choix de construire les cuisines sous les combles pour que les odeurs de cuisson ne viennent perturber l'élaboration des parfums. Le décor intérieur est somptueux, avec une grande fresque du peintre Charles Hoffbauer (1875-1957), représentant la famille du parfumeur à un bal costumé et les actrices Mary Marquet, Edwige Feuillère, Cécile Sorel, les danseurs et maîtres de ballet Serge Lifar et Serge de Diaghilev, ainsi que le peintre Foujita,. En visite au château d’Artigny, quelques  années plus tard, le cinéaste Jean-Pierre Melville écrit  dans le livre d’or que le château « apprend aux cinéastes que Citizen Kane n’était pas américain ». D'immenses serres à orchidées sont construites dans les jardins à la française.
Il achète en 1921 l'hôtel particulier de l'urbaniste américain George Kessler, au 24-26, avenue Raphaël, considéré comme l'une des plus grandes réussites architecturales d’Ernest Sanson, où il installe sa famille, mais qu'il utilise personnellement comme adresse postale, préférant résider à l’hôtel Claridge, 74 avenue des Champs-Élysées, où il reçoit ses amies ; des femmes anonymes ou plus célèbres telle Elvire Popesco.
Il y entrepose toutefois ses collections de meubles, objets d’art et tableaux, avec une prédilection pour le XVIIIe siècle. Jean-Marie Maroille observe que François Coty ne se montre pas sensible à l'évolution de la peinture de la fin du XIXe siècle et du début du XXe siècle, ses choix artistiques personnels contrastent avec ceux qu'il faits à titre industriel, et qui sont plus en phase avec son époque, en particulier avec l'école de Nancy  et l’Art nouveau ; ils « sont plutôt ceux d'un roi et non d'un mécène de l'art contemporain ».

Pavillon de Louveciennes.

En 1923, il achète à Louveciennes, un domaine comprenant le pavillon édifié par Claude-Nicolas Ledoux en 1771 pour la comtesse du Barry, où, s'installant dans les communs, il entreprend d'énormes aménagements, inachevés comme dans la plupart de ses nombreuses autres maisons. Afin de créer en sous-sol un laboratoire de parfumerie, un générateur électrique, des cuisines et une piscine, il n'hésite pas à faire déplacer la demeure de plusieurs mètres, ce qui aura pour effet de la préserver, quelques années plus tard, d'un affaissement de la falaise au bord de laquelle elle avait été bâtie. Se croyant menacé en permanence, il équipa ses immenses caves de portes commandées par des cellules photo-électriques. Comme pour celui de Bagatelle à Paris, l'aspect de cette folie néo-classique est altéré par l'ajout d'un étage dû à l'architecte Charles Mewès fils, (Charles Edouard Mewes, 1889-1968), afin de créer cinq chambres à coucher supplémentaires ; comme à Artigny, des serres tropicales sont créées, reliées au pavillon par des passages souterrains.
Dans les années 1920, François Coty possède également le château Sainte-Hélène à Nice, la villa Namouna à Beaulieu-sur-Mer et le château de la Grande Filolie à Saint-Amand-de-Coly. En Corse, il rachète la propriété de Barbicaja près d'Ajaccio qui avait été dans sa famille pendant plusieurs décennies,,, avec l'intention d'y développer la culture de fleurs et la propriété du Scudo à Ajaccio, où est invitée à séjourner Valentine de Saint-Point.

### Presse et politique
Après la Première Guerre mondiale, à l'orée de la cinquantaine, François Coty se lance en politique. Georges Bernanos résume cet engagement d'une phrase : « c'est un Birotteau qui se prend pour un César »,,. Nationaliste, antiparlementaire, admirateur de Mussolini, anticommuniste,,, et xénophobe, mettant à contribution sa grande fortune personnelle, il finance et acquiert plusieurs journaux et subventionne diverses organisations avant de fonder en 1933 son propre mouvement, la ligue Solidarité française. Selon Jean Plumyène et Raymond Lasierra, 

« Il n'existe sans doute aucun autre exemple dans la vie politique française de ce genre de personnage, qui se prend pour l'éminence grise du fascisme français, puis pour un homme politique d'une envergure mussolinienne. Son rôle est insignifiant et pourtant on retrouve son nom et sa personne à l'origine de toutes les entreprises fascistes qui précèdent 1934. »

#### Projet politique et électoral en Corse
François Coty a d'abord des ambitions politiques dans son île natale, la Corse. En 1919, les grandes lignes du projet qu’il a conçu pour tirer l’île de son sous-développement et assurer sa prospérité sont publiées dans Le Petit Bastiais. Le projet vise en particulier trois secteurs d’activité : l’industrialisation, le tourisme et la formation, avec également la création à Paris d’une « Maison de la Corse ». Il suggère la création d’un groupement de producteurs corses, la Coopérative Centrale Corse, qui doit en premier lieu se concentrer sur les cultures florales, en vue de la mise en valeur des richesses inexploitées de l’île. Ce regroupement de producteurs permettrait de rivaliser avec les productions provençales ou coloniales. Il crée ainsi à Nice La Banque de la Méditerranée afin de soutenir et encourager les entreprises corses. Il préconise par ailleurs l’union de tous les élus contre les clans.
En 1921, François Coty est élu conseiller général de Soccia dans l'arrondissement d'Ajaccio, il crée le quotidien L'Éveil de la Corse, et soutient financièrement le journal en langue corse A Muvra de Petru Rocca.
En 1923, il est élu sénateur de la Corse, mais son élection est contestée par son opposant, notamment pour des faits de corruption et l'implication du brigand Nonce Romanetti dans sa campagne,,,. Après l'annulation de quatre suffrages de part et d’autre, huit suffrages en tout,, la majorité absolue n’étant désormais plus atteinte, l'élection est invalidée et le siège  déclaré vacant par le Sénat l'année suivante,,. Une autre élection est prévue en juin, mais Coty ne se représente pas.
En 1931, François  Coty est élu maire d’Ajaccio comme candidat du parti bonapartiste, après avoir dépensé, selon le Canard enchaîné, 14 millions pour cette élection,, mais ne vient pas une seule fois au conseil municipal. Durant ce mandat, François Coty collabore au journal L'Éveil de la Corse avec François Pietri, plusieurs fois ministre, et chef des Croix-de-Feu de l'Île. L'historien Francis Arzalier relève qu'entre 1931 et 1934, la ligne du journal s'éloigne du bonapartisme traditionnel et « multiplie les phrases admiratives pour la réussite du fascisme ou du nazisme », proposant notamment de « collaborer, fût-ce avec [l]es ennemis d'hier, au grand nettoyage que prépare la civilisation avancée » (janvier 1933) et, à propos des réfugiés allemands antinazis, de les « parquer dans un camp de concentration où on pourrait surveiller de près cette vermine » (mars 1933),.

#### Patron de presse

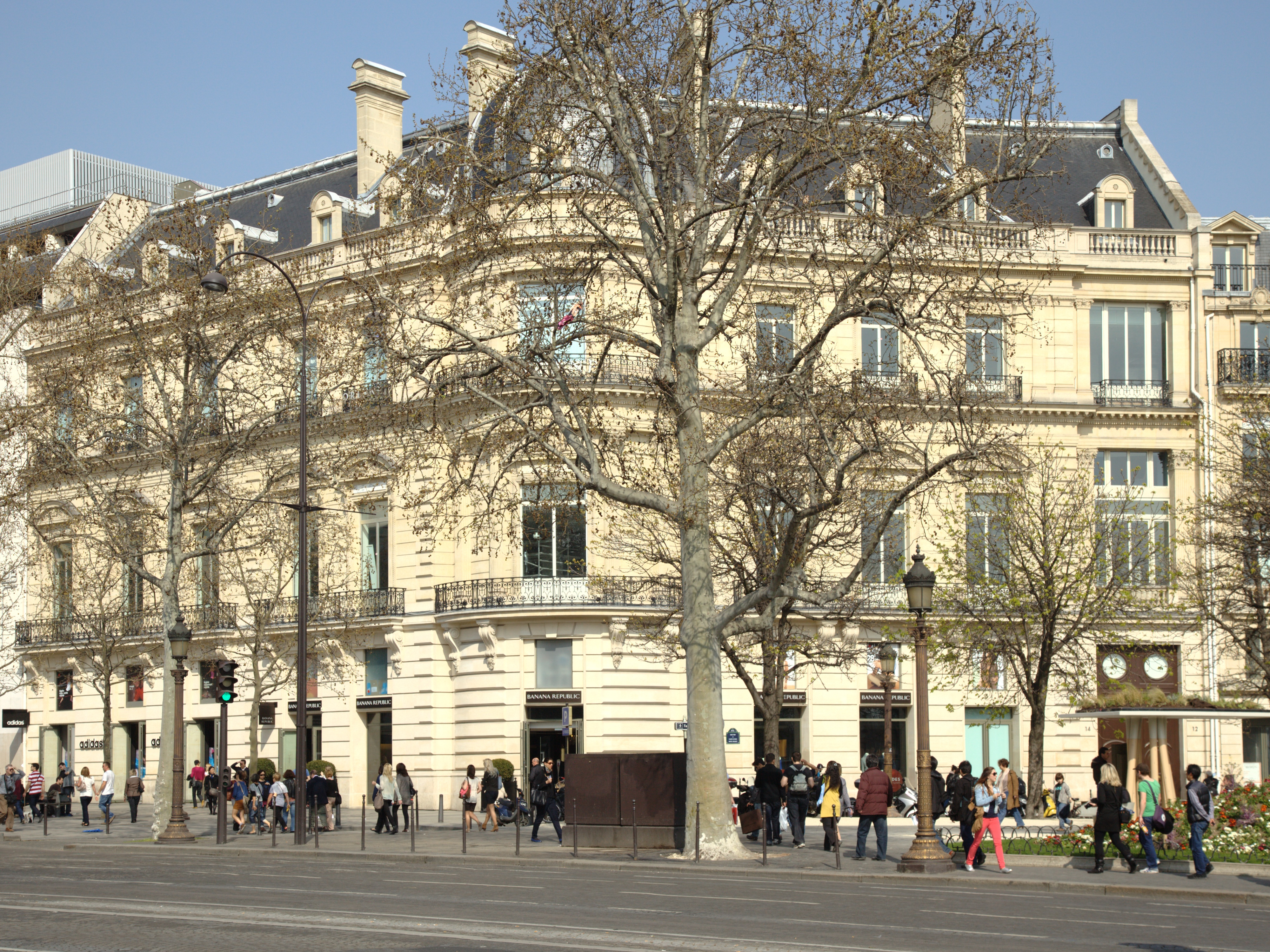
Ancien siège du Figaro dans les hôtels Bamberger et Lautrec, Rond-point des Champs-Élysées.

Dès 1919, François Coty se porte acquéreur de toutes les actions mises en vente par la SA Le Figaro. En 1921, il possède déjà 31 % du capital et en février 1922 la majorité,,.
En devenant actionnaire principal du Figaro, François Coty poursuit des « objectifs bien précis relativement semblables à ceux qu’il s’est fixés en tant qu’industriel : démocratiser, élargir, internationaliser l’offre ; transformer le « vieux journal mondain » plutôt conservateur en un quotidien moderne ouvert au plus large public - en particulier les lecteurs de la presse communiste - diffuser ses idées politiques, dire « toute la vérité », dénoncer les scandales. », relève Claire Blandin. Sous la direction de François Coty, l'importance des informations financières et économiques se développe ainsi que la rubrique sportive, la place accordée aux jeux, à la radio, avec la chronique TSF, au cinéma, la multiplication des suppléments thématiques ainsi que l’ouverture sur d’autres pays, toutes modifications qui, selon Claire Blandin, seront poursuivies par la suite. Jacques Varin écrit que Coty « renou[e] avec le journalisme qu’il avait pratiqué pendant sa jeunesse ». Tristan Gaston-Breton rapporte une information similaire : François Coty aurait « trouvé grâce aux relations de sa famille, une place de représentant de commerce en mercerie à Marseille puis de rédacteur dans un journal local ». Alors que plusieurs historiens soulignent qu'il n'écrivait pas lui-même ses articles. Fred Kupferman décrit son « incapacité à écrire » qui « l'obligeait à disposer d'une armée de porte-plume ». Ralph Schor cite le journaliste du Figaro Louis Latzarus, selon lequel Coty est un « illettré » qui s'est « mis à écrire ou plutôt à signer des articles ». Urbain Gohier, un des « nègres » de Coty,,, jugeait ce dernier, selon un propos rapporté par Patrice de Sarran et Claire Blandin, « dénué de culture et de tous moyens d'expression »,. Le journaliste André Lang, tout en citant également ce propos, note toutefois que Coty « n'écrivait lui-même ses articles que lorsqu'il parlait de soi »,.

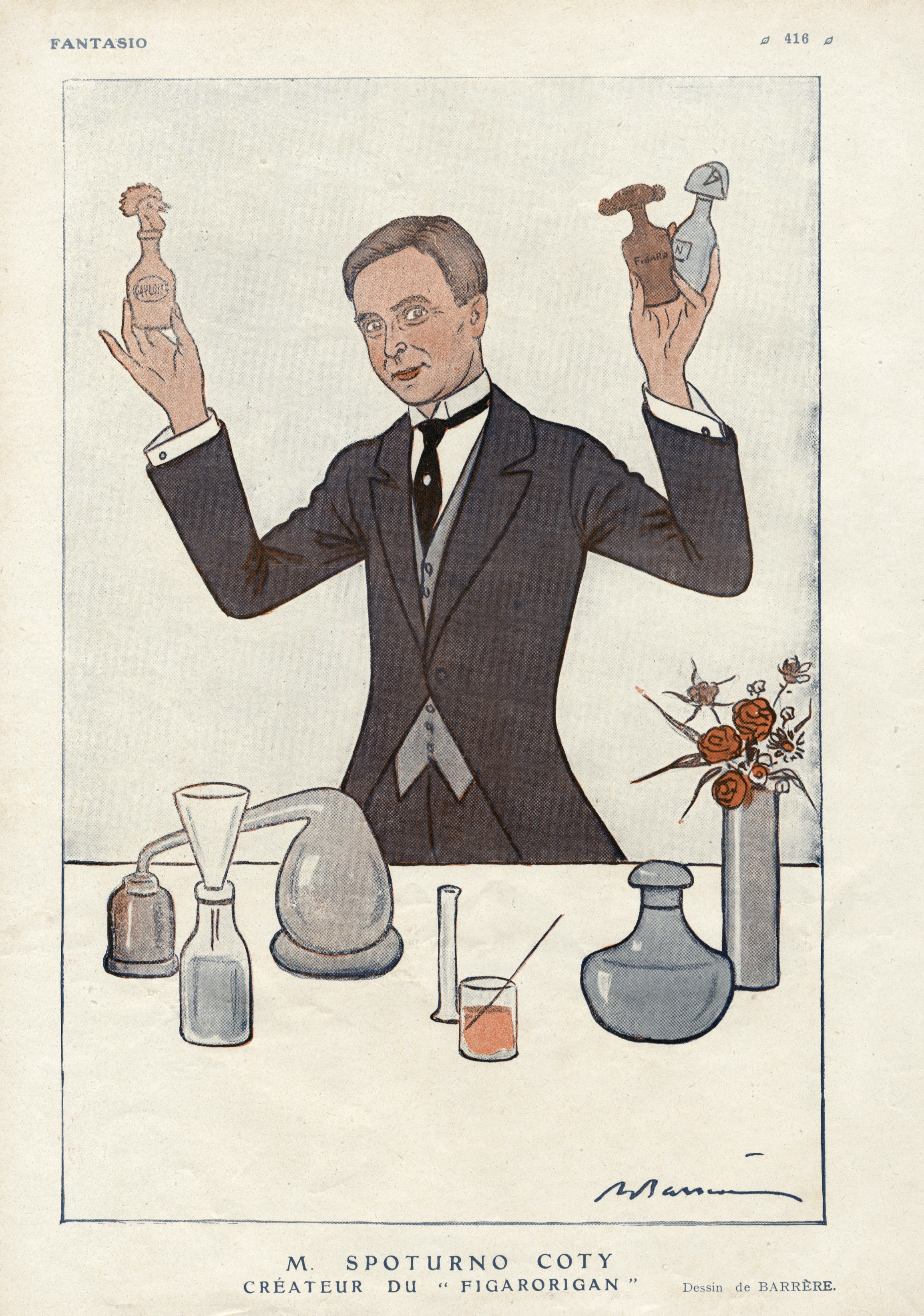
François Coty par Adrien Barrère, 1922.

En novembre 1925, François Coty installe le Figaro dans les immeubles du 12 et 14, Rond-Point des Champs-Élysées qu'il acquiert à cet effet. D'après Claire Blandin, il commence par le moderniser et le relancer (20 000 exemplaires  en 1921 ; 50 000 en 1928). Le Maréchal Lyautey est nommé conseiller de la rédaction, les « deux meilleurs chroniqueurs de Paris », Robert de Flers et Alfred Capus sont rappelés, l’ancien rédacteur en chef Louis Latzarus est congédié,,, et en 1925, Lucien Romier devient rédacteur en chef du Figaro, mais Coty se sépare de lui deux ans plus tard. À partir de la mort de Robert de Flers, le journal adopte une ligne éditoriale résolument à droite. François Coty opère un changement de ton, utilisant le journal comme une tribune de combat, « il dénonce les complots occultes qui menacent la France, il vante les bienfaits du fascisme italien, félicite le régime nazi d’avoir écrasé le communisme et les syndicats marxistes ; car l’anticommunisme de François Coty prend de plus en plus le pas sur son hostilité à l’Allemagne »,. Kim Perron estime que sous la direction de François Coty, qu'il qualifie de « grand admirateur du fascisme italien » et dont il juge les propres positions politiques comme fascistes, « le corporatisme, l'antisémitisme, la xénophobie, mais surtout l'anticommunisme  représentent quelques-uns des thèmes  récurrents que l'on retrouve dans Le  Figaro ».
Selon  l'historien Laurent Joly, pour expliquer la crise économique aux lecteurs, il s’appuie sur plusieurs mythes et stéréotypes et adopte  « une ligne éditoriale sinueuse au service de l'« intérêt national », mais aussi de ses propres entreprises. ». L'industriel tempête contre l'administration fiscale et soutient la politique de réconciliation de Briand (et Chamberlain) tandis que la « xénophobie s'impose néanmoins d'emblée comme l'un des thèmes de prédilection du Figaro ». À partir de 1924, François Coty y mène campagne contre  le capitalisme, la  finance internationale, et contre le communisme par le biais d'articles « denses » et « souvent austères ». D'après Pierre Milza, il ne reste qu'une dizaine de milliers de lecteurs en 1933 lorsque François Coty perd le contrôle du quotidien.
François Coty rachète également plusieurs journaux de province,, et en 1928 Le Gaulois, quotidien monarchiste, puis bonapartiste et républicain, qu’il fusionne avec Le Figaro pour en faire un puissant organe de rassemblement politique au service de la droite nationaliste,,. La même année, il fonde le quotidien L'Ami du peuple, dont le sous-titre indique « grand quotidien de doctrine politique et d'information » ; la formule est, selon Claire Blandin, celle d’une feuille d’opinion, on y trouve « de longs articles de doctrine, peu d'information, pas de feuilleton ni de faits divers, et toujours la personnalité de Coty mise en valeur »; les bureaux sont installés rue Drouot. Destiné aux classes populaires, L'Ami du peuple , dénonce la corruption du monde politique, la puissance des milieux d’affaires ou les carences de l'administration et est vendu  moins cher que les autres journaux. Havas, distributeur parisien exclusif, refuse alors de lui donner la publicité en dépit d’une circulation d’un million par jour, et les messageries Hachette qui détenaient le monopole de la vente des journaux dans les kiosques parisiens et dans les gares refusent de le distribuer. « François Coty se trouve en butte à une véritable coalition : et dans les deux camps, la lutte s’engage au nom de la liberté de presse ». François Coty « riposte : dans l'immédiat il utilise tout d'abord les imprimeries du Figaro, puis a recours à sept prestataires extérieurs, fonde les Messageries Françaises et dispose de sa chaîne de dépositaires »,. Le 2 mai 1928, des centaines de crieurs distribuent le premier numéro dans les rues de Paris. S’ensuit un procès retentissant intenté par Havas et les cinq plus grands quotidiens parisiens parmi lesquels Le Matin, Le Journal, Le Petit Parisien et Le Petit Journal. Un arrêt de la cour en date du 9 avril 1930 donne gain de cause à François Coty qui reçoit, après un arbitrage mené par André Tardieu, des dommages-intérêts et se voit reconnaître le droit de publier et distribuer son journal,.
En 1930, le journal publie sa carte de visite indiquant : « François Coty, Artiste, Industriel-Technicien, Économiste Financier, Sociologue. Promoteur de la Croisade des Patries, auteur de la Réforme de l’État, prélude nécessaire à la reconstitution de l’ordre, de l’autorité, de la hiérarchie, de la discipline démocratique et sociale sans quoi ne peut subsister aucune grande nation du monde civilisé, Maire d’Ajaccio, deux fois élu Sénateur de la Corse »,. Son premier biographe, l'historien Fred Kupferman (1934-1988) observe que « ses châteaux annonçaient le nouveau riche », que Coty dépense à perte des millions « afin d'imposer par le dumping ses vues et phobies de Mussolini français » à travers L’Ami du peuple, « journal lancé à deux sous » et constamment surveillé par le monde politique et la presse, diffusant, selon l'historien Ralph Schor les « thèmes majeurs » de l'extrême droite française des années 1930, dérangeant la droite et inquiétant la gauche. La campagne que la gauche mène contre lui pendant plusieurs années, commence à porter ses fruits et les ventes de L'Ami du Peuple s'en ressentent de plus en plus.

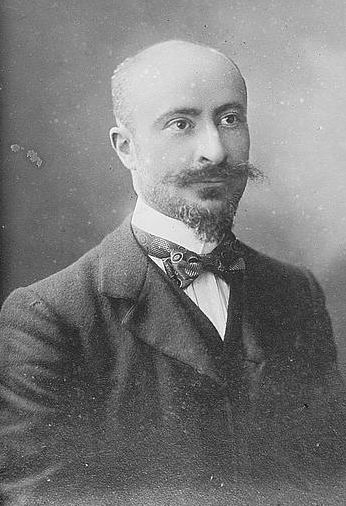
Urbain Gohier en 1912.

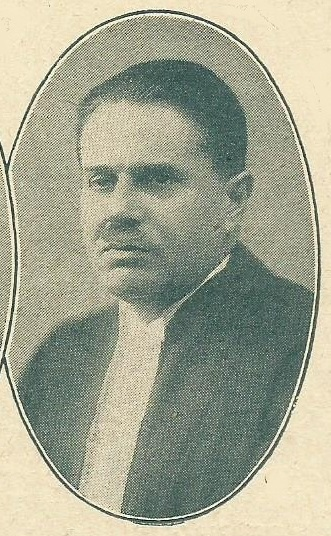
Jacques Ditte en 1930.

Laurent Joly estime que François Coty donne à l'antisémitisme  des années 1930 en France et à la xénophobie une médiatisation exceptionnelle grâce à la force de frappe de son quotidien. Principal rédacteur de L'Ami du peuple, Urbain Gohier sert également de secrétaire particulier et de « nègre » à l'industriel, notamment dans le cadre d'une campagne de presse co-organisée avec l'avocat nationaliste Jacques Ditte et menée du 8 au 29 février 1932. Le riche parfumeur signe ainsi six articles de Gohier qui exploite la théorie du complot judéo-bolchevique. La Ligue internationale contre l’antisémitisme fondée par Bernard Lecache en 1928, décide de tout mettre en œuvre pour lui faire échec. « La démarche est à la fois sincère et stratégique, il s’agit de mobiliser les militants face à un danger qui les concerne directement », et Coty est « l’épouvantail antifasciste idéal, comme plus tard le colonel de la Rocque ». Bernard Lecache  déclare en avril 1932 : « Nos pères ont eu Drumont, et nous avons Coty ».
En mai 1933, François Coty proteste dans Le Figaro contre la proposition du ministre de l'Éducation nationale, Anatole de Monzie, d'offrir à Einstein, fuyant l'Allemagne nazie, une chaire de physique théorique au Collège de France, déclarant que « le Collège de France n'a pas été créé pour hospitaliser tous les Israélites qui, se jugeant persécutés, se targueraient d'une science inaccessible au reste des mortels. [...] Le professeur Einstein est [...] un communiste militant »,,.
En juin 1933, après la publication dans Le Figaro et dans L'Ami du peuple d'articles affirmant que des associations d'anciens combattants juifs et de sportifs juifs étaient des paravents pour des organisations révolutionnaires, François Coty perd un procès en diffamation intenté par des associations d'anciens combattants juifs,. Le mois suivant, en juillet 1933, il publie un article où il critique l'influence auprès de Franklin Delano Roosevelt de Bernard Baruch, dans laquelle il voit l'effet d'un complot du B'nai B'rith. Le 10 septembre, il adresse à la communauté juive de Genève un télégramme de « rétractation de son antisémitisme » en demandant qu'il soit lu à une séance de préparation du Congrès juif mondial. En juillet 1934, la condamnation pour diffamation de juin 1933 est confirmée en appel.
Ralph Schor dénombre près de 400 articles sur les étrangers publiés dans L'Ami du peuple entre 1928 et 1937, avec un pic en 1931 et le début de la crise économique (plus de 70 articles), fréquence sans équivalent dans la presse de l'époque, même à L'Action Française. Dans le même article, Schor note toutefois que, dans la France de l'entre-deux guerres, certaines catégories sociales et diverses professions témoignaient une méfiance voire une hostilité marquée à l'égard des étrangers. Considérant que ces campagnes xénophobes furent bien reçues par les lecteurs, Schor demande, si L'Ami du peuple influence le public ou s’il est influencé par lui et considère que la réponse est assurément positive dans les deux cas.
Laurent Joly et Rita Thalmann qualifient L'Ami du peuple de « journal le plus xénophobe de son temps », « véritable anthologie xénophobe et antisémite ». L'historien Zeev Sternhell estime que le quotidien, avec 600 000 exemplaires vendus en 1933, joue un rôle fondamental « dans la formation du climat politique de l'époque » qui débouchera après la défaite de 1940 sur l'antisémitisme d'État du régime de Vichy. Le publiciste Henry Coston rééditera en avril 1938, dans un numéro spécial de La Libre Parole, plusieurs articles signés par François Coty durant la campagne de 1932, tout en le félicitant d'avoir prétendument pressenti « l'avènement de la judéo-maçonnerie au pouvoir ». Au début des années 1930, en conclusion d'une des éditions en français des Protocoles des Sages de Sion (à l’origine un faux fabriqué par l'Okhrana, la police politique du Tsar au début du siècle),, il lance un appel aux Français : « Maintenant que vous connaissez le plan juif, qu’allez-vous faire ? Laisserez-vous votre patrie, votre famille, votre personne tomber sous la tyrannie juive ? Réfléchissez et si vous êtes un homme courageux, venez à nous. ».
François Coty perd le contrôle d'un Figaro en crise, lors d'une réunion extraordinaire de son conseil d'administration, annoncée par Charles de Beaupoil de Saint-Aulaire, le 4 octobre 1933 qui supprime la fonction de directeur. Il doit en outre vendre L'Ami du Peuple en janvier 1934, racheté par Havas entre autres.
Au total, selon l'universitaire Patrick Eveno, Le Figaro  et Le Gaulois font perdre une centaine de millions à François Coty, à comparer avec les 500 millions que lui coûte L'Ami du peuple et les 425 millions de son divorce,. En effet, le couple se sépare en 1929 ; en 1933, Yvonne se remarie avec Léon Cotnaréanu.

#### Soutien à différents mouvements et création de la Solidarité française
En parallèle, face à la gauche, après les résultats des élections législatives de 1924 et la montée des socialistes et des communistes à la Chambre, François Coty soutient et subventionne un temps différents mouvements de droite. L'historien Pierre Milza présente François Coty comme le principal financier de « l'ultra-droite des années trente », dans le cadre d'un engagement « dans la voie du putschisme fascisant ».
D'après  les historiens américains Eugen Weber et Robert Soucy, entre 1924 et 1928, il a donné deux millions de francs au journal du mouvement monarchiste Action française,. Il contribue également, selon Zeev Sternhell et Robert Soucy, à hauteur d'un million de francs au Nouveau Siècle, journal du Faisceau de Georges Valois,, l'historien français Yves Guchet estimant toutefois que les sources exploitées par ces deux historiens ne permettent pas de faire la lumière sur le montant exact de ce financement. Valois et Maurras l'insulteront dès qu'il cesse ses financements[réf. nécessaire].
Jean d'Orléans, « duc de Guise », prétendant orléaniste au trône de France de 1926 à 1940, fit appel à lui pour servir de conseiller à son fils Henri d'Orléans, titré « comte de Paris » en 1929. Il offrit en cadeau de mariage (avril 1931) à Isabelle d'Orléans-Bragance, future « comtesse de Paris », « qu’il considère comme la future reine de France, un magnifique diadème de feuillages en diamants sertis de sept grosses émeraudes cabochon ».
En 1927, à la suite du scandale des décorations mettant en cause le haut fonctionnaire Ruotteil, François Coty soutient financièrement la création de l'Association des membres de la Légion d'honneur décorés au péril de leur vie (faits de guerre et d'héroïsme civil) de Maurice d'Hartoy, qui s’installe dans les locaux de Figaro. D'Hartoy fonde ensuite une autre association élitiste d'anciens combattants, les Croix-de-Feu. François Coty apporte aussi son soutien financier à la création de cette dernière organisation en 1927 et met à sa disposition des locaux dans l'immeuble du Figaro,.
François Coty se déclare bonapartiste, nationaliste, fervent défenseur d'une République forte avec une prépondérance du pouvoir exécutif et l’usage de référendums, il regrette le rôle excessif du parlement, la centralisation et l’étatisme qui paralysent les initiatives. Pour faire connaître ses idées politiques, il rédige deux ouvrages, Contre le communisme et Sauvons nos colonies, le péril rouge en pays noir, publiés respectivement en 1928 et 1931 chez Grasset.

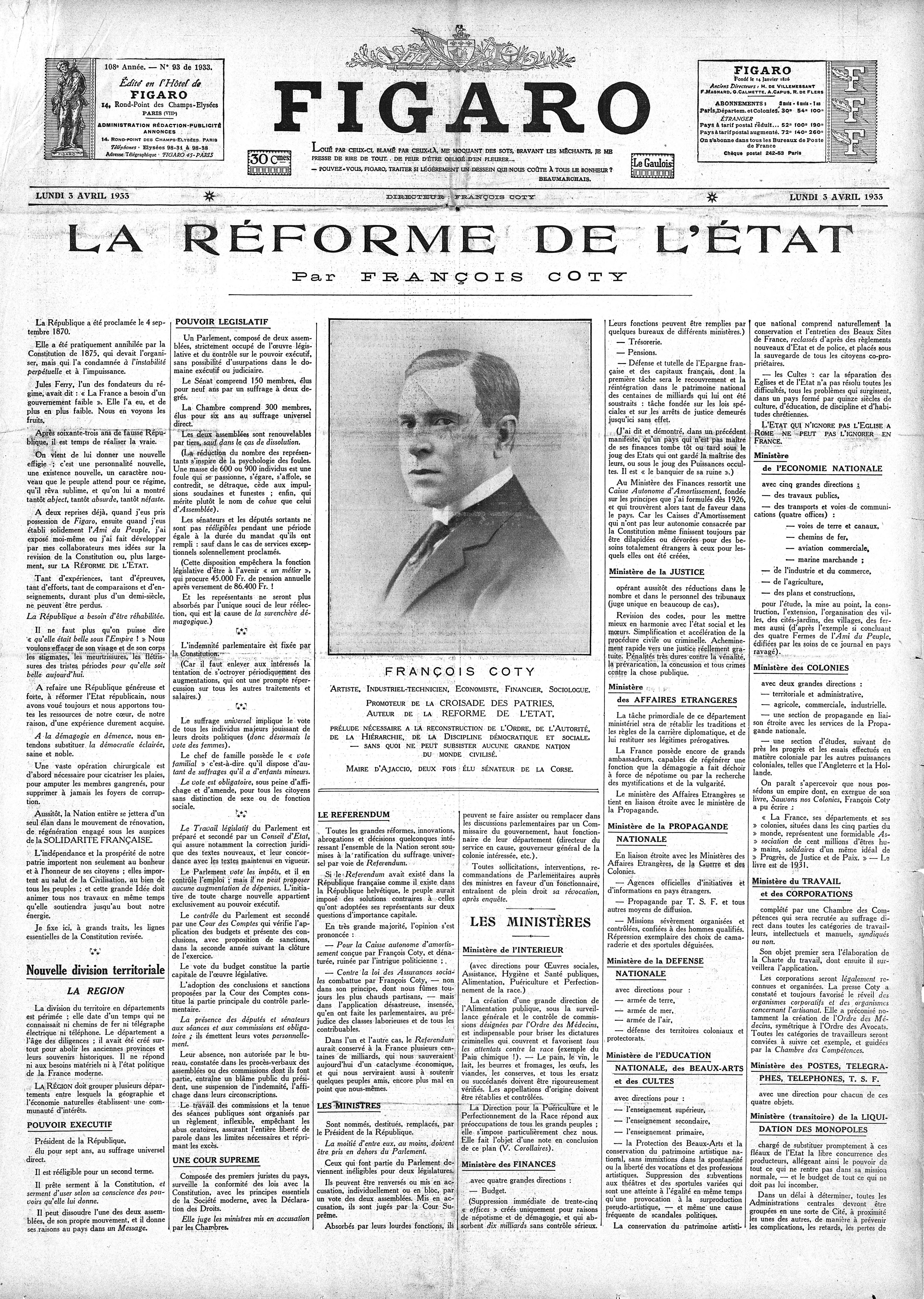
La Réforme de État, première page du Figaro du 3 avril 1933.

 Selon l'historien allemand Klaus-Jürgen Müller, une analyse du contenu de ses déclarations ainsi que du programme de La Réforme de l'État révèle deux éléments déterminants ; premièrement « avec l'introduction du vote des femmes, le programme anticipait une institution de la IVe République, et avec l'idée d'un exécutif présidentiel fort, d'une réduction du rôle du parlement et l'introduction du plébiscite, il contenait déjà des éléments de la constitution de la VeRépublique ». « Il ne s'agissait nullement d'un refus de la République, de la démocratie et du parlementarisme, mais plutôt  de l'expression d'une attitude protestataire envers une classe politique incapable de maîtriser la crise ». À ses deux idées centrales venait s'ajouter un anticommunisme militant et « Coty répondait tout à fait aux tendances dominantes de l'heure. C'est là un fait dont, le plus souvent, il n'a pas été tenu compte par les chercheurs ».
Fred Kupferman le décrit entouré de courtisans, de parasites, d'aigrefins sachant tirer parti de sa fortune, mené en bateau par des politiciens plus aguerris que lui, isolé dans le monde politique et dans le patronat de presse. Cette situation d'« homme seul », conforme à l’idée de François Coty qui se verrait bien en homme providentiel, est exaltée par son ami Albert Surier dans le journal ajaccien L'Éveil de la Corse, le décrivant dressé contre la « horde » des partis politiques [...], bien qu'il ne reste « qu'un franc-tireur, contesté au sein même de sa famille politique et raillé par bien des observateurs », déclare l'historien Jean Garrigues.
Dans ses journaux, il critique vivement la politique internationale de son pays, soulignant ses faiblesses et enjoignant les dirigeants à ne pas se contenter de la construction de la Ligne Maginot pour se protéger d’une Allemagne expansionniste. Il dénonce la politique menée par le gouvernement Édouard Herriot avec l’URSS qui aboutit au pacte de non-agression franco-soviétique de novembre 1932. Après l’assassinat de Paul Doumer, un climat délétère s'installe et au printemps 1933 — dans un contexte où les gouvernements se succèdent les uns après les autres (six gouvernements de mai 1932 à février 1934), constitués des mêmes hommes de la majorité, tour à tour institués puis discrédités, l'inflation et la politique déflationniste et un régime discrédité par une succession de scandales politico-financiers tels l'affaire Hanau,  l'affaire Oustric —, l'industriel fonde son propre mouvement : la Solidarité française, avec, parmi les adhérents, des retraités, des rentiers, des chômeurs, des agriculteurs, des membres de la classe moyenne commerciale, des fonctionnaires et travailleurs de bas niveau, soit les groupes sociaux les plus durement touchés par la crise et les mesures prises par le gouvernement pour y faire face. Le nombre d'adhérents, difficile à évaluer, se monte probablement à « plusieurs dizaines de milliers » en 1933-1934, chiffre que l'historien Gilles Lahousse estime « comparable à celui des disciples de Pierre Taittinger plus qu'à celui des partisans de Marcel Bucard ». Le 24 mars 1933 dans L'Ami du peuple puis le 4 avril 1933 dans Le Figaro, François Coty publie un article intitulé La Réforme de l'État, présentant un programme global conçu comme un « prélude indispensable à la régénération de la nation tout entière ». Ce programme est également affiché sur les murs de nombreuses villes et suivi à l'automne par la publication de 200 000 exemplaires d'une brochure le présentant, également distribuée durant des manifestations « à des fins d'agitation ». Selon Gilles Lahousse, ce plan « n'a rien - ou presque - de révolutionnaire [...] Il s'inscrit tout bonnement dans la longue tradition issue de la Contre-Révolution, qui vise à restaurer la toute-puissance de l'exécutif aux dépens de la médiation politique. » L'industriel y propose de renforcer le pouvoir du président de la République, qui reste cependant limité aux « traditionnelles fonctions régaliennes (défense, maintien de l'ordre, justice, diplomatie, etc.). Le président de la république est élu pour sept ans,, dans le cadre d'un suffrage universel caractérisé par un vote des femmes mais aussi par un « vote familial » exercé par le chef de famille et attribuant des voix aux enfants mineurs,. Ce programme de base est développé dans les manifestations organisées par la Solidarité française et dont les « ordres du jour » sont adoptés par acclamation, par exemple le refus de reconnaître « les engagements internationaux acceptés dans un but de parti et contraires aux besoins du peuple français » ou l'appel à « un contrôle direct des députés, ces « requins de l'épargne », par le peuple. Selon Klaus-Jürgen Müller, ces déclarations et ce programme révèlent « l'absence de représentation de certains intérêts socio-économiques et sa conséquence, le mouvement de protestation des catégories de la population socialement les plus faibles et les plus touchées par la crise » ». Ils répondent à « un manque de représentation adéquate des intérêts socio-économiques de ceux qui étaient le plus durement touchés par la crise [...] et la protestation politique qui en résulte ». Selon cet historien, les polémiques lancées par la Solidarité française sont « une instance classique de la manière dont l'antisémitisme, la xénophobie et la psychose de la conspiration n'étaient en réalité que des formules vides [...] Ces diatribes étaient complétées par la mise en accusation de l'incompétence du parlement : les parlementaires n'étaient plus capables de résoudre les problèmes économiques et sociaux ». » Selon Robert Soucy, cette réforme est « au total plus bonapartiste que démocratique [...] mais elle n'en est pas moins indéniablement fasciste »,.
D'après l'historien Richard Millman, parmi les ligues qui participent à l'émeute antiparlementaire du 6 février 1934, — qui suit les révélations de l’affaire Stavisky en janvier 1934 —, la Solidarité française ; chez les dirigeants des ligues, « seul Coty, en sécurité et loin du champ d'action, semble prêt pour un putsch ». La pression et la menace de la rue parisienne aboutirent alors à un changement de majorité politique donnant a posteriori au 6 février son caractère insurrectionnel.
Selon Kupferman, le label « fasciste » est, à ce moment, apposé automatiquement par la gauche sur les ligues anciennes ou modernes.
À compter de 1934, après la mort de François Coty, le mouvement se radicalise sous l'impulsion de Jean Renaud en s'orientant, selon Lahousse, « vers  un activisme de plus en plus fascisant ». Selon Klaus-Jürgen Müller, un changement de l'équipe dirigeante s'accompagna d'une dénaturation des idées de Coty. Jean Renaud « poursuivra les campagnes de dénonciation de la « tyrannie judéo-bolchévique » lancées par Coty dans sa presse », précisent Pierre-André Taguieff et Annick Duraffour.

### Décès et inhumations

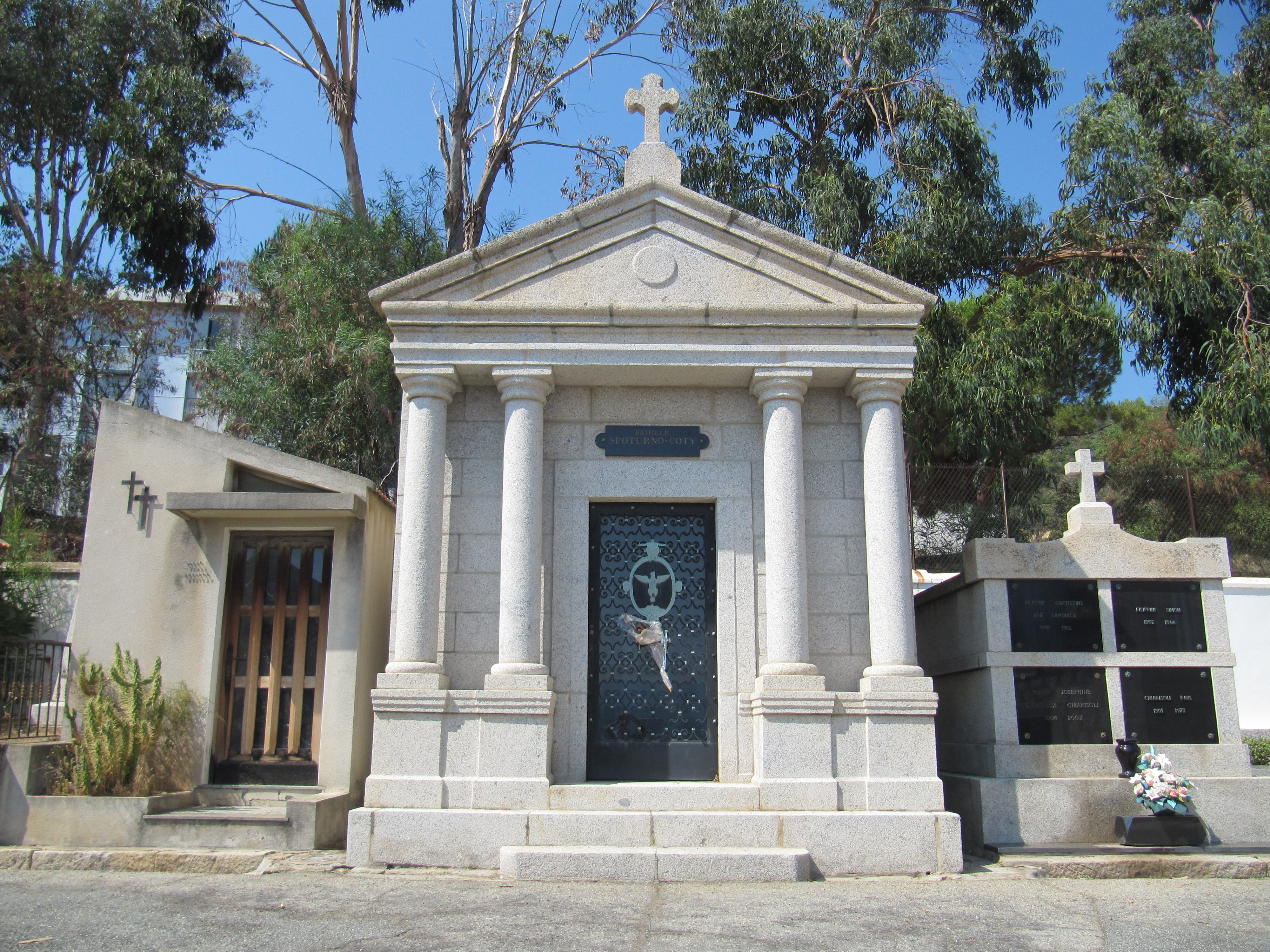
Mausolée de François Coty à Ajaccio.

François Coty s'éteint à Louveciennes, des suites d'une double congestion pulmonaire et cérébrale, après des complications dues à une rupture d'anévrisme, le 25 juillet 1934, âgé de soixante ans. Il est inhumé au cimetière de Montbazon, puis transféré à Ajaccio vers la fin des années 1960. Il repose dans l'ancien cimetière marin U Campu Santu di u Canicciu.

## Postérité
« Coty mort, le cotysme  s'écroule comme un château de cartes », écrit Fred Kupferman,. Selon l'historien américain Dietrich Orlow (de), l'entreprise politique de François Coty et son empire de presse ne survivent pas à sa mort, ses héritiers ne souhaitant pas en continuer le financement. Selon Laurent Joly, sa campagne antijuive lancée en 1932 joue un rôle précurseur de l’antisémitisme qui connaît un essor politique important au milieu des années 1930, annonçant « la période de l'Occupation et de l'« antisémitisme de plume » parisien » où s'illustreront encore les deux ex-rédacteurs de L'Ami du peuple, Jacques Ditte et Urbain Gohier.

Maison France 1936, affiche de propagande anti-maçonnique et antisémite. Zeev Sternhell, Pierre-André Taguieff et Laurent Joly voient une continuité entre François Coty patron de presse et l’antisémitisme postérieur à la mort de l’industriel,,.

Jean-Noël Jeanneney souligne que sa vie est une succession d'aventures plus ou moins réussies. Avec Ford aux États-Unis et Emil Rathenau en Allemagne, François Coty est l’un des trois novateurs de l’époque, écrit Maurice de Waleffe. Tristan Gaston-Breton estime qu’il a révolutionné l’industrie du parfum avec une réussite éclatante. Claire Blandin considère que, si François  Coty « fut et demeure un éblouissant parfumeur, […] un industriel audacieux et visionnaire », il était aussi un homme « qui se pensait tout-puissant parce que fabuleusement riche », mais que sa réussite ne « le prédisposai[t] en rien à devenir un grand patron de presse » ; elle rappelle que ses contemporains expliquaient ses « déboires » dans la presse par son « incapacité » à s'adapter à ses spécificités, voire son « obstination » à y appliquer les méthodes qui avaient fait son succès en tant qu'industriel.
Pour Geoffrey Jones, « François Coty se distingue comme un génie créatif durant les phases de formation de l’industrie [cosmétique] au début du XXe siècle.[…] Il s'est efforcé de créer une marque qui symbolise style et élégance, […] avant que la Grande Dépression n'éviscère ce qui était devenu la plus grande entreprise de beauté au monde. Coty était un personnage plus grand que nature ».
Pour Élisabeth de Feydeau, il a révolutionné profondément et durablement la conception des parfums. Le seul regret du parfumeur, quant à lui, est de « ne pas être parvenu à capturer l'essence du chèvrefeuille », confie-t-il à son amie Gérard d'Houville.
Le 21 février 1935, peu de temps après la mort de François Coty, Armand Petitjean, son collaborateur, crée sa propre marque Lancôme et débauche une partie de son personnel.

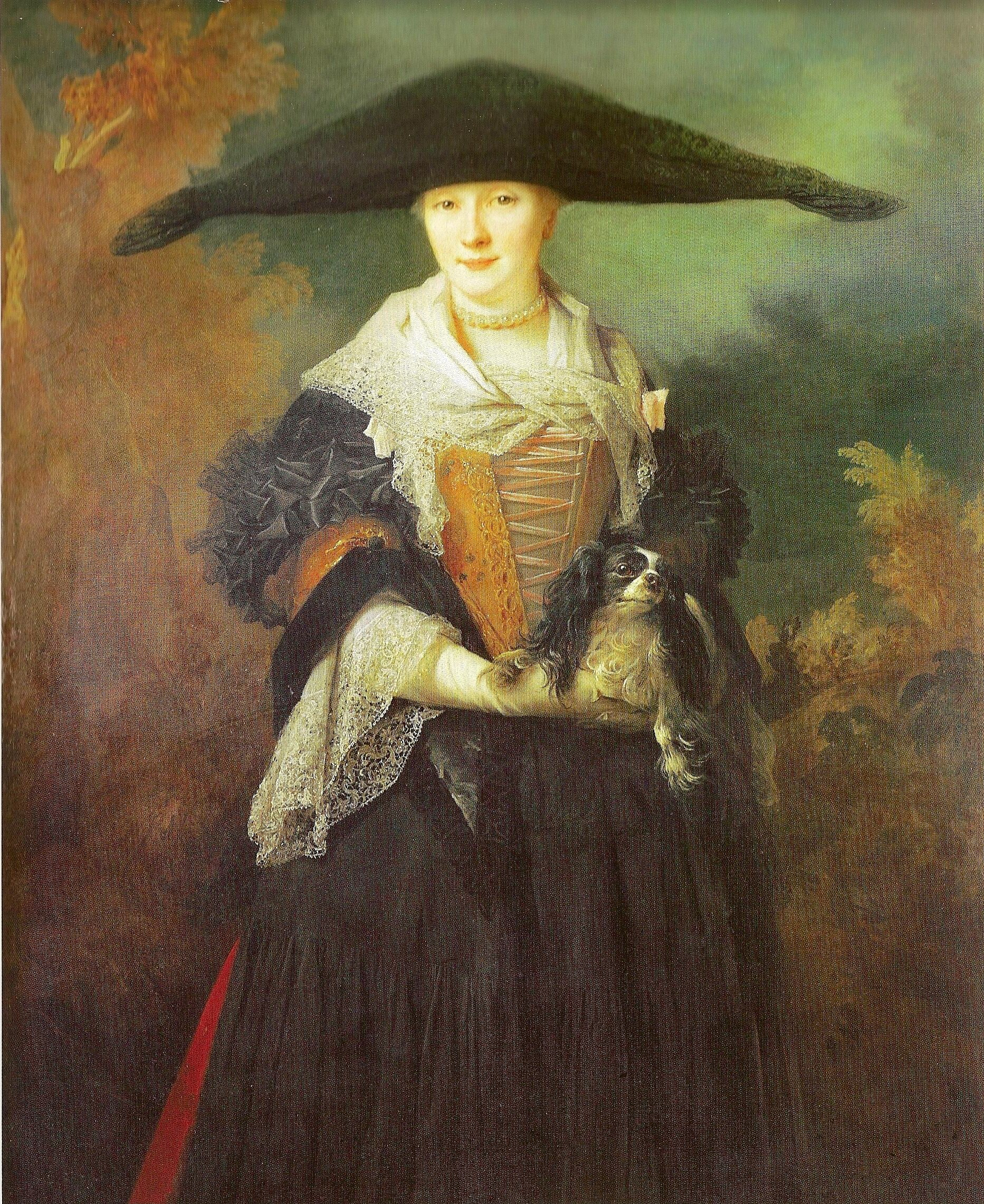
La belle Strasbourgeoise (vers 1703), aujourd’hui au musée des beaux-arts de Strasbourg.

La maison de Louveciennes est encore en chantier à la mort de François Coty en 1934. Du fait de sa situation financière préoccupante à cette date, conséquence du divorce engendré par ses frasques amoureuses, de son train de vie, de sa prodigalité, des retentissements de la crise de 1929 et du coût de son empire de presse, elle est placée sous séquestre, ainsi que le château d'Artigny. Les 30 novembre et 1er décembre 1936, ses collections d'art, qui comprenaient des pièces de Boucher, Greuze, Fragonard, Watteau, Reynolds, Perroneau, Demachy et Gainsborough, ainsi que des tapisseries d'Aubusson, des Gobelins, de Beauvais (Amphitrite, Thétis, Vénus, ces dernières désormais au siège de la Banque de France ) et du mobilier de Mathieu Criaerd  sont vendues en 124 lots à la Galerie Charpentier à la requête d'un administrateur judiciaire près le tribunal civil de la Seine. Entre autres peintures La Belle Strasbourgeoise, un portrait de Nicolas de Largillierre, fut adjugé un million et demi de francs, un prix exceptionnel pour une œuvre de l’École française,. Le tableau est aujourd'hui conservé au Musée des Beaux-Arts de Strasbourg. Le château d'Artigny fut fermé jusqu'en 1939.

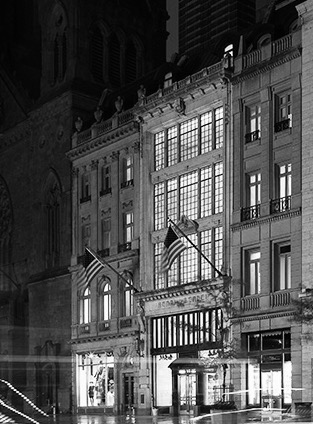
Coty Building (au centre), Cinquième Avenue.

En 1934, l'ex-épouse de François Coty devient la première actionnaire du Figaro, elle cédera la moitié de ses actions, le 15 mai 1950, à un groupe constitué autour de Jean Prouvost et, en 1964, l'autre moitié au groupe Prouvost-Béghin.
En 1963, la société Coty est vendue à Pfizer, qui garde son nom ; la Société des Parfums Coty existe toujours aujourd’hui, elle détient des marques comme Calvin Klein, Chloé, Cerruti, Jennifer Lopez, Céline Dion, les parfums Adidas, Rimmel, et Lancaster. Ses grandes créations, comme Chypre, qui donna son nom à la famille des parfums chyprés, Ambre Antique, L'Origan, Émeraude, l'Aimant, le jasmin de Corse ou son premier parfum la Rose Jacqueminot, peuvent toujours êtes sentis au Conservatoire international des parfums de Versailles.
Dans les années 1980, le bâtiment de Coty sur la Cinquième Avenue de New York est redécouvert, sauvegardé, et inscrit à la protection historique après la restauration des fenêtres signées Lalique.
L’« Association François-Coty », qui perpétue sa mémoire, remet chaque année un prix à un parfumeur, pour l’ensemble de son œuvre.
Le principal stade de la ville d'Ajaccio porte actuellement son nom. En septembre 2019 est inaugurée à Puteaux, la passerelle François Coty. En décembre 2019, le choix de la Mairie de Puteaux de dédier une passerelle à la mémoire de l'industriel de droite suscite une polémique,,.

## Ouvrages
- Contre le communisme, Paris, Grasset, 1928 (OCLC 1009805567, BNF 41635924)
- Sauvons nos colonies : le péril rouge en pays noir, Paris, Grasset, 1931 (BNF 34136864, lire en ligne).
- François Coty, « La Réforme de l’État », Le Figaro,‎ 3 avril 1933, p. 1-2 (lire en ligne)

## Parfums
Conservés à l'Osmothèque :

Affiche de Leonetto Cappiello pour La Rose Jacqueminot.

- 1904 : « La Rose Jacqueminot » (décor flacon et étiquette conçus par Alphée Dubois, réalisé par Baccarat)[271].
- 1905 : « L'Origan », « Ambre Antique », « La Jacée », Cologne «  Cordon Vert »
- 1906 : « Jasmin de Corse », « l’Ambréine », « La Violette Pourpre »
- 1907 : « L’Effleurt »
- 1909 :   Cologne « Cordon Rouge »
- 1910 : « Muguet », « Lilas Blanc »
- 1911 : « Styx »
- 1912 : « Au Cœur des Calices », « L'Or »
- 1913 : « Iris », « Cyclamen »[272], « Héliotrope », « L'Entraînement »
- 1914 : « Lilas Pourpre », « L'Œillet France », « Jacinthe », « La Violette Ambrée »
- 1917 : « Le Chypre de Coty »
- 1918 : Lance les parfums présentés en petite bouteille
- 1920 : « La Feuillaison », « Eau de Coty »
- 1921 : « Émeraude »
- 1922 : « Idylle », « Moia », « Paris », « Le Nouveau Cyclamen »
- 1924 : « Knize Ten » avec Vincent Roubert[273].
- 1927 : « L'Aimant »  avec  Vincent Roubert[274],[275].
- 1934 : « A Suma » avec Vincent Roubert, flacon conception Pierre Camin[276],[277], réalisation René Lalique[278].